# Tariq Bashir Cheema
Chaudhry Tariq Bashir Cheema (en ourdou : چوہدری طارق بشیر چیمہ), né le 11 novembre 1958 à Yazman, est un homme politique pakistanais qui occupe divers postes ministériels, dont celui de ministre du Logement et des Travaux du 6 septembre 2018 au 28 mars 2022.
Auparavant membre du Parti du peuple pakistanais, il occupe la fonction de député provincial et ministre du Pendjab entre 1993 et 1996. En 2004, il rejoint la Ligue musulmane du Pakistan (Q) en soutien à Pervez Musharraf.

## Famille et études
Chaudhry Tariq Bashir Cheema est né le 11 novembre 1958 dans le tehsil de Yazman. Né deux années plus tard, son frère Tahir Bashir Cheema est également député. Il est marié avec Saira Tariq, avec qui il a trois fils et deux filles. 
Il obtient un Bachelor of Arts de l'Université du Pendjab en 1977.

## Carrière politique

### Débuts
Tariq Bashir Cheema commence sa carrière politique en 1980 alors qu'il est étudiant, en rejoignant le Parti du peuple pakistanais (PPP). Accusé de faire partie de l'organisation armée Al-Zulfiqar liée au parti et opposée au président Muhammad Zia-ul-Haq, il est emprisonné à Lahore. En mars 1981, il est libéré par le régime dans le cadre des négociations de la prise d'otage du Vol Pakistan International Airlines 326 par l'organisation. Il fuit en Afghanistan mais revient au Pakistan quelques mois plus tard grâce à l'appui de Chaudhry Zahoor Elahi, à la fois proche du régime et de Cheema. Après l'assassinat de son protecteur en septembre 1981, il repart en exil pour ne revenir au Pakistan qu'en 1989, après la victoire du PPP aux élections législatives de 1988. 

### Député provincial
Cheema se présente dans la quatrième circonscription de Bahawalpur pour l'Assemblée provinciale du Pendjab lors des élections de 1990, mais est battu par un candidat de l'Alliance démocratique islamique, avec environ 28 000 voix contre 41 000. Après s'être rapproché de tribus de son tehsil natal, il remporte le scrutin de 1993 dans la même circonscription avec 58 % des voix. Il devient ensuite ministre provincial de l'agriculture. Il perd son siège lors des élections de 1997.

### Ligue (Q)
Après le coup d'État militaire du 12 octobre 1999, Cheema se rapproche de l'armée. Selon le journal Dawn, ses bonnes relations avec l'officier Khalid Maqbool et la famille Chaudhry-Elahi lui valent une bonne place dans le nouveau régime. Il est élu maire de Bahawalpur en 2001. En 2004, il quitte le PPP pour rejoindre la Ligue musulmane du Pakistan (Q) en soutien au général putschiste Pervez Musharraf et est réélu maire l'année suivante. 
Lors des élections législatives 2013, il est élu député de l'Assemblée nationale pour la première fois, avec 50,4 % des voix dans la cinquième circonscription de Bahawalpur. Il fait partie des deux seuls députés élus de la Ligue, en plein déroute. Profitant d'un accord entre son parti et le Mouvement du Pakistan pour la justice qui se retire en faveur, il est réélu lors du scrutin de 2018.
Le 20 août 2018, le Premier ministre Imran Khan nomme Cheema au poste de ministre fédéral des régions frontalières (Federal Minister for States and Frontier Regions), fonction chargée des régions tribales, dans le cadre d'un accord de coalition. Exprimant publiquement ses réserves sur cette compétence, géographiquement éloignée de sa région natale, il occupe le poste moins d'un mois. Le 6 septembre 2018, il est nommé ministre du Logement et des Travaux.
Le 28 mars 2022, il démissionne de son poste et effectue un revirement d'alliance. Dans le cadre d'une crise politique, il va à l'encontre des consignes de son parti et refuse ainsi de voter la confiance au Premier ministre Imran Khan à l'Assemblée nationale, qui sera renversé par l'opposition le 10 avril. Le 19 avril, il est intronisé dans le nouveau gouvernement de Shehbaz Sharif au poste de ministre de la Sécurité alimentaire nationale et de la Recherche. 

## Polémiques
Tariq Bashir Cheema a été accusé de favoritisme lors de la pandémie de Covid-19 au Pakistan, alors qu'en mars 2021, des vidéos montrent sa famille se faire vacciner à son domicile, alors que la vaccination n'était pas encore disponible pour ces tranches d'âges. 